# Goulet (Orne)
Goulet település Franciaországban, Orne megyében. Lakosainak száma 388 fő (2018. január 1.). Goulet Moulins-sur-Orne, Écouché-les-Vallées, Monts-sur-Orne, Sarceaux, Fontenai-sur-Orne, Écouché, Montgaroult és Écouché-les-Vallées községekkel határos.

## Népesség
A település népességének változása:
| Lakosok száma | 412  | 415  | 939  | 397  | 388  |
|               | 2013 | 2015 | 2016 | 2017 | 2018 |